# Vaughan Gething
Humphrey Vaughan ap David Gething, dit Vaughan Gething, né le 15 mars 1974 à Lusaka, en Zambie, est un solliciteur, syndicaliste et homme politique britannique œuvrant au pays de Galles.
Adhérent au Parti travailliste dès l’adolescence, il est élu dans la section électorale de Butetown comme conseiller de Cardiff et occupe cette fonction entre 2004 et 2008. Après une première tentative dans la région électorale de Mid and West Wales en 1999, il parvient à se faire élire comme membre de l’Assemblée galloise au scrutin de 2011 ; sous la bannière Labour Co-op — associant le Parti travailliste et le Parti coopératif, il est chargé de représenter la circonscription de Cardiff South and Penarth à la suite de Lorraine Barrett. Il est reconduit aux élections de 2016 et 2021.
Sa carrière gouvernementale est embrayée deux ans après son entrée en fonction au Senedd, sous la direction politique de Carwyn Jones : nommé vice-ministre pour la Lutte contre la pauvreté en 2013, il obtient en 2014 un autre portefeuille de délégation, celui de la santé. En 2016, il est promu secrétaire de cabinet pour la Santé, le Bien-être et les Sports, obtenant ainsi son premier poste régalien. Alors que son intitulé ministériel a été réduit à la santé et aux services sociaux dès 2017, Vaughan Gething est reconduit dans sa fonction une fois Mark Drakeford désigné premier ministre en 2018. En 2021, bien que son ministère de la Santé et des Services sociaux soit placé sous la tutelle de la baronne Eluned Morgan, il continue son parcours au gouvernement, dans la fonction de ministre pour l’Économie.
Déjà candidat à la direction du mouvement local en 2018 (en), Vaughan Gething est élu (en) chef du Parti travailliste gallois en 2024. Se présentant comme le « premier dirigeant noir d’Europe », expression reprise par la presse, il prend la succession de Mark Drakeford à la tête du gouvernement en tant que premier ministre.
Durant son mandat, il est au centre de plusieurs controverses concernant l'effacement de messages échangés pendant la pandémie de Covid-19 et la réception d'un don de 200 000 livres provenant d'une entreprise condamnée pour pollution de l'environnement. Le parti indépendantiste Plaid Cymru met un terme à l'accord de coopération conclu avec les travaillistes, ce qui fragilise la position du gouvernement de Gething. En juin, il perd une motion de censure déposée par les conservateurs au Senedd, mais il annonce vouloir poursuivre à la tête du pays. Ce n'est qu'après la démission de quatre de ses ministres, en juillet, qu'il annonce son retrait de la direction du Parti travailliste. La seule candidate à sa succesion est Eluned Morgan, qui devient Première ministre du pays de Galles le 6 août.

## Biographie

### Éléments personnels

#### Naissance et situation familiale
Humphrey Vaughan ap David Gething, dit « Vaughan Gething », naît à Lusaka (Zambie) le 15 mars 1974 d’un père gallois blanc, David Gething, et d’une mère zambienne noire prénommée Beritha. Ils se rencontrent alors que son père, vétérinaire originaire d’Ogmore-by-Sea (actuel Vale of Glamorgan, au pays de Galles), a déménagé en Zambie ; sa mère, elle, fait de l’agriculture paysanne. Ses parents ont quatre autres enfants, mais, Vaughan Gething a aussi deux demi-frères. La famille déménage vers le Royaume-Uni en 1976, alors que son père doit occuper un emploi dans le Monmouthshire. Toutefois, ce dernier n’ayant pas été embauché au pays de Galles, ils s’installent dans le Dorset, en Angleterre « par accident ». Déménagement considéré comme « temporaire » à l’origine, ils y vivent durant deux décennies,,,,,.

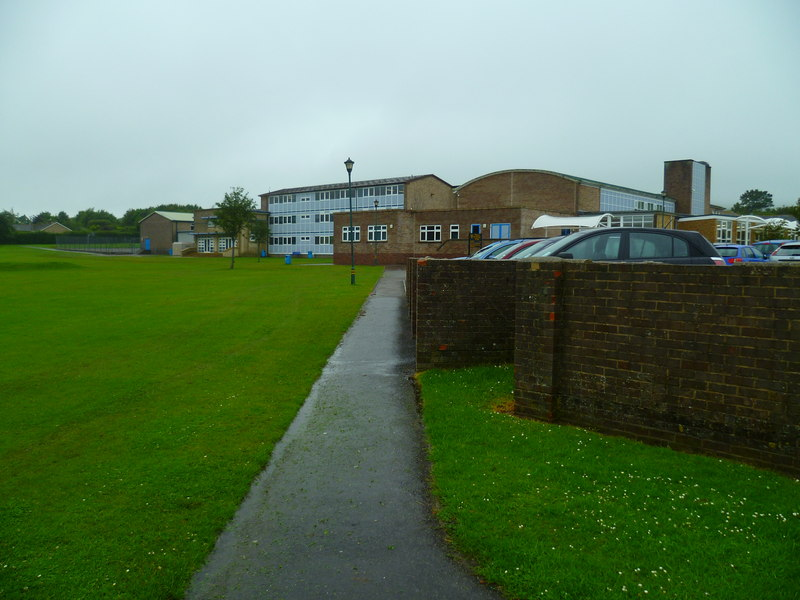
L’école de Beaminster, dans le Dorset (sud-ouest de l’Angleterre).

#### Formation et études
Se voyant faire une carrière de chanteur ou de joueur de cricket professionnel, il suit, de 1985 à 1992, ses premiers cours à la comprehensive school de Beaminster, où lui et les membres de sa fratrie y sont les seuls élèves noirs. Au sein de cette école primaire du Dorset, il découvre son appétence pour le métier d’avocat. Son parcours universitaire est gallois : il le débute à Aberystwyth pour le terminer à Cardiff. Ainsi, Vaughan Gething est diplômé de l’université du pays de Galles à Aberystwyth (actuelle université d’Aberystwyth) et de l’école de droit (en) de l’université du pays de Galles à Cardiff (actuelle université de Cardiff), obtenant le grade de bachelor of laws (LLB),,,,.
Alors étudiant, Vaughan Gething est atteint de la néphrite selon un diagnostic des services de santé, cette maladie provocant son retour dans le Dorset pendant plusieurs mois. Plus tard, il indique que « le NHS [le Service de santé national] [l’]a sauvé ».

#### Autres activités et vie personnelle
En parallèle de ses activités professionnelles, syndicales et politiques, Vaughan Gething est school governor (en) ou encore bénévole dans un service communautaire (en) soutenant et soignant des élèves atteints de paralysie cérébrale. Entre 2001 et 2003, il est à la tête de Right of Vote (en français « Droit de vote »), un projet transpartisan visant à encourager une plus grande participation des communautés ethniques minoritaires noires dans la vie publique galloise.
En 2011, il habite à Butetown avec son épouse Michelle. Plus largement, il réside dans la région de Butetown et de Grangetown pendant 12 ans après son installation à Cardiff. Selon sa fiche biographique éditée par les services du Senedd en 2024, il vit, avec sa femme et son fils, dans « sa » circonscription — celle de Cardiff South and Penarth,.

### Vies professionnelles

#### Emplois
Entre 1999 et 2001, il est chercheur pour Val Feld (en) et Lorraine Barrett, membres de l’Assemblée galloise. Il travaille de 2001 à 2011 en tant qu’avocat spécialisé en droit du travail pour Thompsons (en), entreprise dont il devient un associé à partir de 2007 jusqu’en 2011. Vaughan Gething est également cité comme solliciteur,,.

#### Parcours syndical
Durant son parcours universitaire, il préside successivement une organisation de représentation étudiante à Aberystwyth, puis, le Syndicat national des étudiants au pays de Galles (en) (NUS ou UCM) en 1997. Parallèlement à sa carrière professionnelle d’avocat, il est président du Congrès des syndicats professionnels au pays de Galles (en) (Wales TUC ou TUC Cymru), un regroupement syndical, en 2008,,.

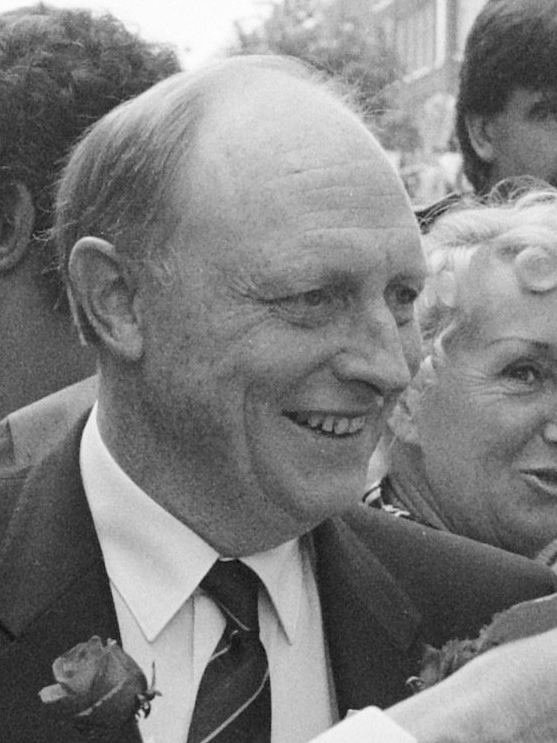
Neil Kinnock (photographie de 1989), chef du Parti travailliste de 1983 à 1992.

Vaughan Gething est membre de plusieurs organisations syndicales : GMB (en), Unison et Unite the Union,,.

### Carrière politique

#### Premières campagnes et débuts en tant qu’élu local (1992-2008)

##### Adhésion au Parti travailliste et campagne électorale de 1992
Vaughan Gething adhère au Parti travailliste à 17 ans, à un moment où le Gallois Neil Kinnock est chef de la formation politique. À l’occasion de la campagne des élections des Communes de 1992, il fait du porte-à-porte et distribue des tracts pour le parti. La défaite du candidat travailliste dans la circonscription de West Dorset marque sa première déception électorale.

##### Candidature régionale aux élections de l’Assemblée galloise de 1999
À l’occasion du scrutin dévolutionnel de 1999 — première élection de ce genre visant à créer l’assemblée nationale du pays de Galles, il occupe la troisième place de la liste du Parti travailliste gallois dans la région électorale de Mid and West Wales, derrière Alun Michael, chef de file du mouvement local, et Delyth Evans (en). En vertu d’un mode de scrutin complexe appelé « système du membre additionnel », seul Alun Michael — futur premier secrétaire — est élu régionalement pour siéger à l’Assemblée galloise,.
Au début des années 2000, son ambition pour des postes politiques commence à émerger lorsqu’il est persuadé de candidater comme conseiller de gouvernement local.

##### Conseiller de comté de Cardiff (2004-2008)
Vaughan Gething est présenté par le Parti travailliste pour les élections du conseil de Cardiff de 2004. Avec 424 voix, il remporte de justesse la section électorale uninominale de Butetown (en) face à la conseillère sortante Betty Campbell (en) (422 suffrages). Bien que son élection ait fait l’objet de 5 comptages et soit contestée par cette dernière et par un agent du Parti démocrate libéral, il est déclaré conseiller de comté pour la mandature allant de 2004 à 2008. À l’assemblée municipale, il siège sur les bancs du groupe travailliste dirigé par Greg Owens, dans l’opposition au cabinet formé par les démocrates libéraux dans un contexte de majorité relative. Pendant son mandat, il siège au sein de plusieurs comités, notamment celui des recours du conseil ou celui du recouvrement,,,,.

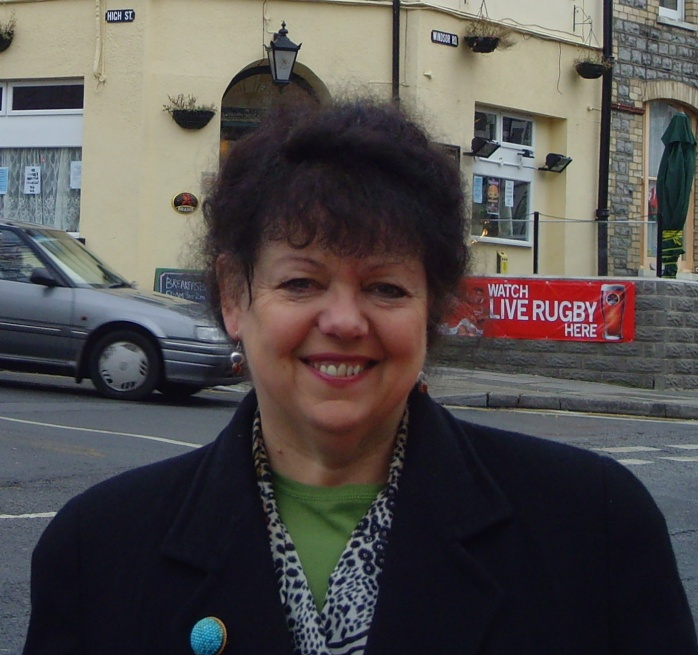
Lorraine Barrett (photographie de 2009), pour qui Vaughan Gething travaille après 1999, renonce à se présenter à l’élection de 2011 à Cardiff South and Penarth en 2009.

Pour les élections suivantes, la réunion interne de sélection du candidat travailliste local conduit à un vote indécis s’agissant du soutien accordé ou non à Vaughan Gething à Butetown. Ainsi, 8 membres y sont favorables et 8 autres s’y opposent, si bien que le Parti travailliste gallois décide de l’imposer. Aussi, en réaction, Ben Foday, un ancien conseiller, quitte le mouvement politique pour présenter sa candidature en indépendant. Finalement, ni Ben Foday ni Vaughan Gething ne remportent l’élection de 2008,,,.

#### De l’arrière-ban du Senedd au gouvernement (2011-2016)

##### Première élection à l’Assemblée en 2011

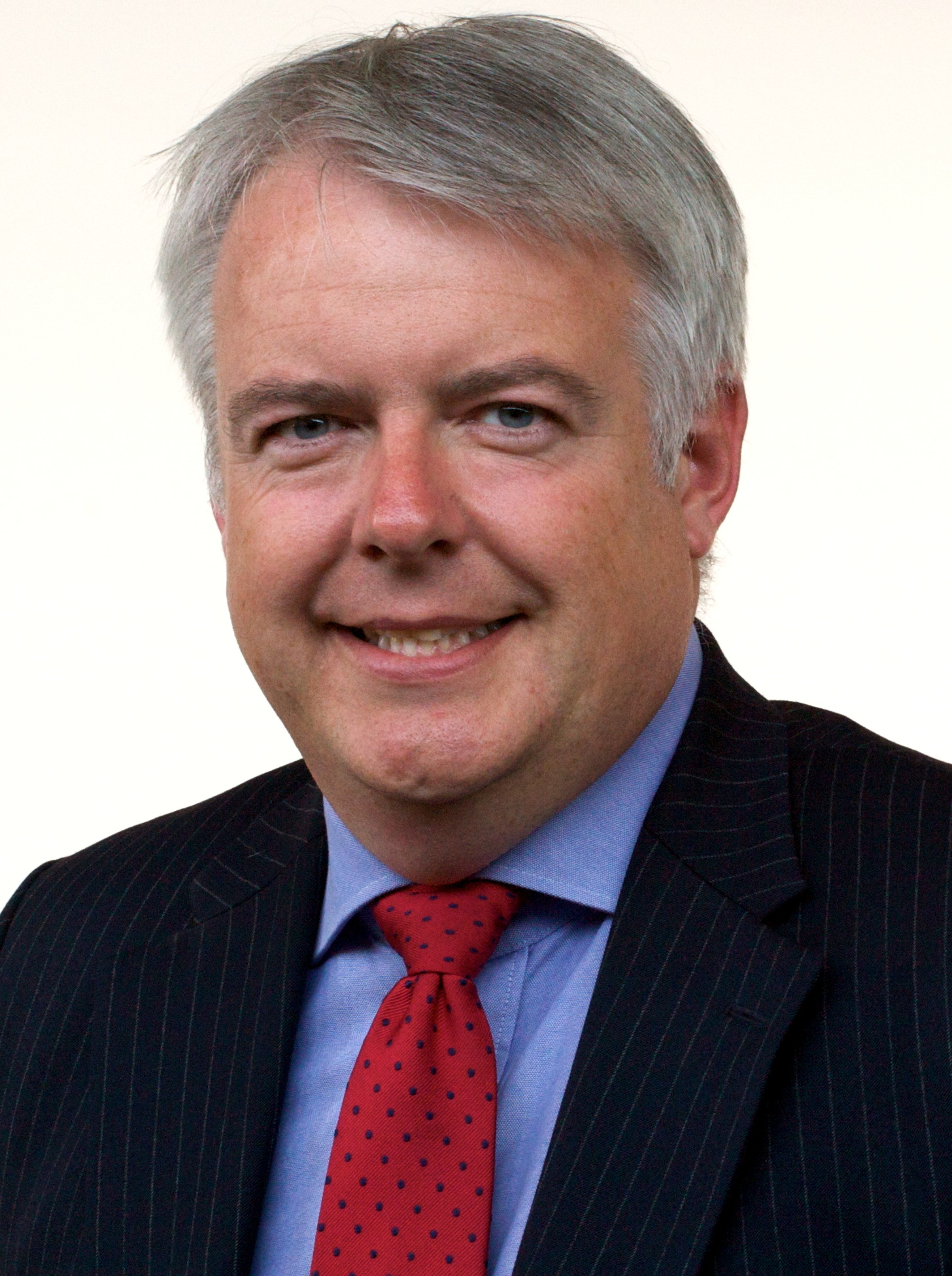
Le premier ministre Carwyn Jones (photographie de 2011), auteur de la première désignation gouvernementale de Vaughan Gething en 2013.

Au début du mois de février 2009, Lorraine Barrett, membre de l’assemblée nationale du pays de Galles élue à Cardiff South and Penarth, annonce au comité de circonscription du Parti travailliste (en) (CLP) son intention de quitter en 2011 le mandat qu’elle occupe depuis 1999. Un processus de sélection du candidat du CLP est lancé et remporté par Vaughan Gething avant ou durant l’été 2009. Présenté sous la double étiquette électorale de Labour and Co-op — associant sous une même bannière le Parti travailliste et le Parti coopératif — dans la circonscription précédemment détenue par Lorraine Barrett, avec plus de 50 % des suffrages, il remporte le siège à l’occasion du scrutin général de l’Assemblée galloise de 2011 et, en tant que « membre de l’Assemblée », occupe à partir du 6 mai 2011 les bancs du Senedd,,,.

##### Parlementaire travailliste d’arrière-ban (2011-2013)
À son entrée à l’Assemblée galloise, les travaillistes renforcent leur nombre d’élus mais ne détiennent — à un siège près — qu’une majorité relative, ayant raflé 30 des 60 fauteuils parlementaires de la chambre. Le 10 mai 2011, leur chef Carwyn Jones confirme que le gouvernement sera uniquement travailliste alors que son groupe politique forme une coalition avec celui de Plaid Cymru depuis 4 ans. Quelques semaines après l’ouverture du cycle parlementaire, Vaughan Gething est nommé pour siéger dans le comité de l’environnement et de la durabilité ainsi que dans celui de la santé et de la protection sociale,.

##### Premières délégations gouvernementales (2013-2016)
Le 13 mars 2013, le premier ministre Carwyn Jones procède au premier remaniement ministériel de la structure gouvernementale qu’il dirige depuis 2011. À la faveur d’un réajustement de l’équipe causé par la démission de Leighton Andrews (en), Vaughan Gething est nommé vice-ministre pour la Lutte contre la pauvreté le 26 juin, poste créé pour l’occasion. Il est placé sous la tutelle de Jeffrey Cuthbert (en), nouveau ministre pour les Communautés et la Lutte contre la pauvreté, et cesse d’appartenir au comité de la santé et de la protection sociale quelques jours plus tard. Son rôle est notamment de mettre en place un plan d’action visant à créer des emplois et des formations pour les personnes en situation de chômage, thématique majeure des quartiers pauvres de Cardiff et des anciennes communautés minières des Vallées (en),,,.
Un autre remaniement gouvernemental orchestré par Carwyn Jones le 11 septembre 2014 acte de la disparition du poste détenu par Vaughan Gething, désormais dans le champ de compétences de Lesley Griffiths (en), ministre pour les Communautés et la Luttre contre la pauvreté. Toutefois, il obtient le portefeuille de vice-ministre pour la Santé en remplacement de Gwenda Thomas (en), ancienne vice-ministre pour la Santé et la Protection sociale de Mark Drakeford, maintenu ministre pour la Santé et des Services sociaux. Avec son collègue Ken Skates (en), figures montantes du parti élues pour leur premier mandat, ils sont pressentis dès l’hiver 2014 pour l’éventuelle succession de Carwyn Jones à la tête du Gouvernement gallois en vertu de leurs qualités ; les observateurs leur prédisent un avenir de ministres dans le Cabinet après l’élection de 2016,.

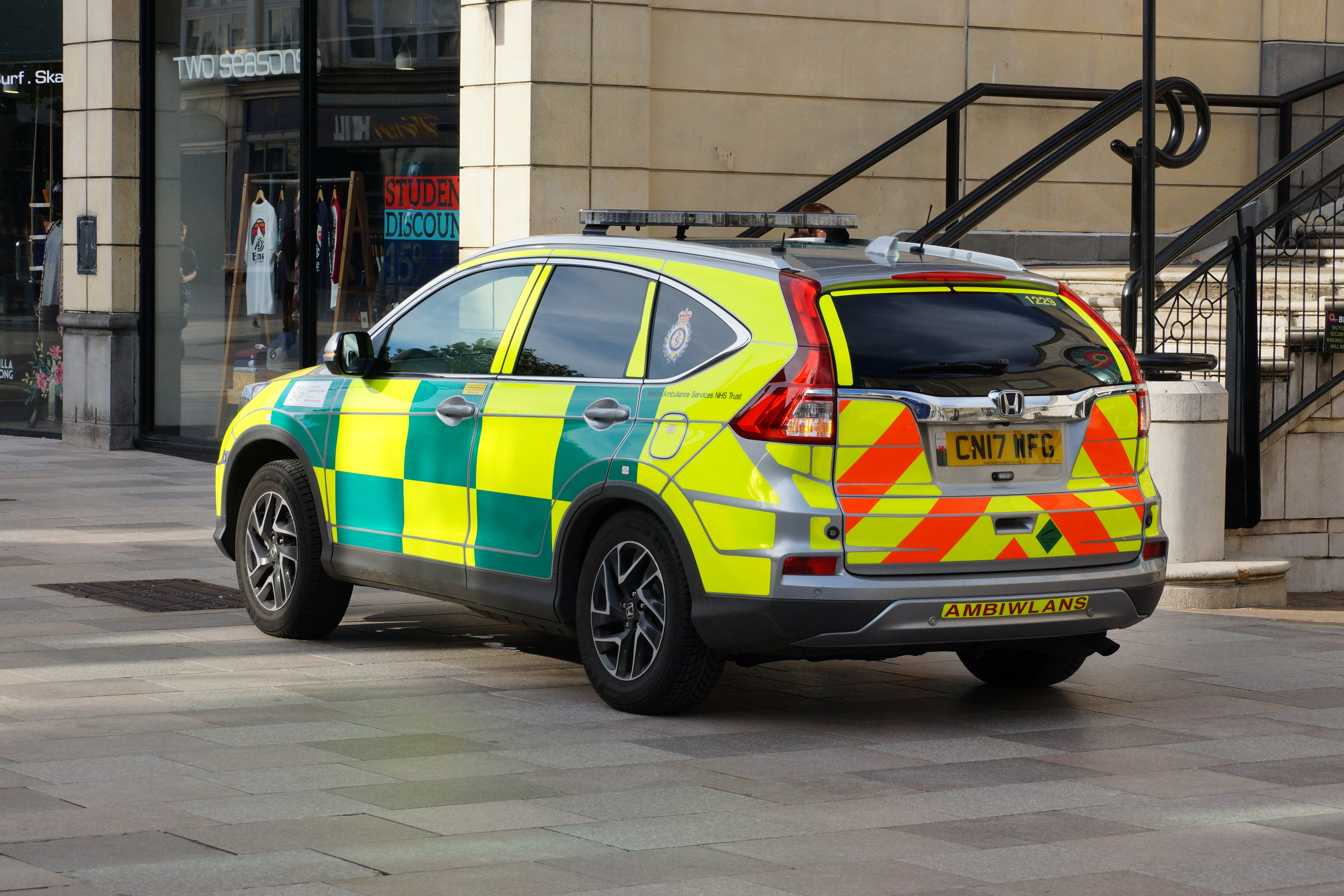
Un véhicule du service ambulancier du pays de Galles, placé dans le champ de compétences de Vaughan Gething en tant que secrétaire de cabinet chargé des questions de santé.

#### À la tête d’un portefeuille régalien: la Santé (2016-2021)

##### Réélection au Senedd et premier secrétariat de cabinet (2016-2017)
Fort du soutien du Parti coopératif, il présente une nouvelle fois sa candidature dans la circonscription de Cardiff South and Penarth pour le scrutin général de l’Assemblée galloise en 2016 sous la bannière travailliste. Renforçant sa majorité de 6 259 à 6 921 voix (écart entre les deux premiers candidats), il est élu avec plus de 43 % des suffrages. À la chambre, le groupe travailliste perd un siège, Carwyn Jones n’est pas reconduit comme premier ministre à la séance inaugurale de la Ve Assemblée galloise tenue le 11 mai 2016, la nationaliste Leanne Wood ayant reçu le soutien des conservateurs et du Parti pour l’indépendance du Royaume-Uni pour diriger le gouvernement. Une semaine plus tard, à la suite d’une entente politique avec Plaid Cymru, Carwyn Jones est finalement réinstallé chef du gouvernement sans opposition,,.
Pour la formation du gouvernement, Carwyn Jones conclut un accord personnel avec Kirsty Williams, l’unique élue démocrate libérale du Senedd. L’équipe ministérielle est annoncée le 19 mai 2016 ; Vaughan Gething y est promu comme membre de premier plan en tant que secrétaire de cabinet pour la Santé, le Bien-être et les Sports. Il dirige Rebecca Evans (en) — celle qui lui a succédé — titrée ministre pour les Services sociaux et la Santé publique. Secrétaire de cabinet, Vaughan Gething s’attèle à l’amélioration du système de santé gallois (en) qui fait l’objet de nombreuses critiques à Westminster, défavorablement comparé par rapport au National Health Service d’Angleterre (en). En février 2017, il apporte notamment une modification des objectifs d’appels des ambulanciers afin de réduire les délais de réponses, en particulier dans les cas de maladies et de blessures potentiellement mortelles. Aussi, il fixe de nouveaux objectifs afin de réduire les délais d’attente dans les services d’urgence des hôpitaux alors que le nombre de patients ayant un temps d’attente de 4 heures a chuté à 79 % (pour un cap fixé à 95 % en Angleterre et pays de Galles),.

##### Éphémère secrétaire de cabinet pour la Santé et les Services sociaux (2017-2018)
L’exécutif, toujours minoritaire, est soumis à l’accord de début de mandature signé avec Plaid Cymru, qui menace à l’automne 2017 de le rompre. En réaction, le premier ministre propose un nouveau pacte personnel au baron Elis-Thomas, un élu de l’Assemblée galloise, ce qui aboutit à ce que le gouvernement soit majoritaire à la chambre. Une redistribution des rôles gouvernementaux est conséquemment mise en œuvre le 3 novembre 2017 : le nouvel entrant Dafydd Elis-Thomas prend le portefeuille des sports à Vaughan Gething désormais traité de secrétaire de cabinet pour la Santé et les Services sociaux. Huw Irranca-Davies remplace son ancienne ministre Rebecca Evans avec les responsabilités des enfants et de la protection sociale,,.

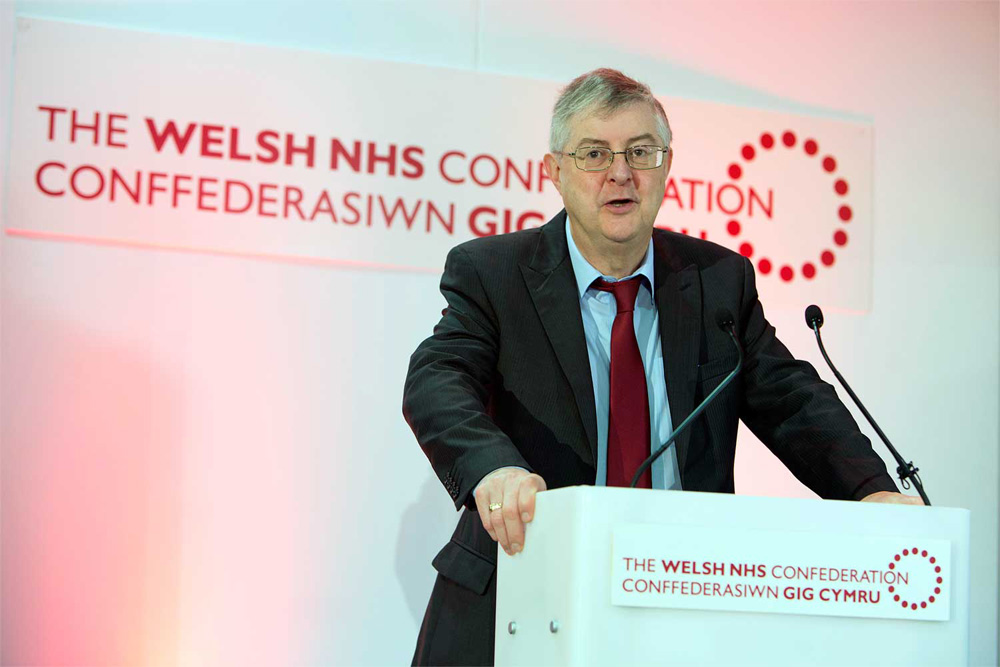
Mark Drakeford (photographie de 2014), ministre de tutelle de Vaughan Gething (2014-2016) et prédécesseur à la Santé en 2016 et concurrent lors de la course à la direction du parti de 2018.

Déplorant le caractère néfaste des mesures d’austérité à l’échelle du Royaume-Uni, en particulier celles orchestrées par le gouvernement conservateur de Theresa May, il souligne que le rapprochement des services de soins et de santé au pays de Galles l’a laissé « dans un meilleur état que l’Angleterre ». Il appelle de ses vœux à la formation d’un service de soins national au pays de Galles (dit National Care Service (en)), organisation qui serait financée par une allocation réservée, prélevée par un impôt. Néanmoins, cette proposition du Parti travailliste gallois, plus audacieuse que celle du parti central dirigé par Jeremy Corbyn, ne peut se réaliser qu’avec le soutien des ministres de Whitehall.

##### Première tentative d’élection à la direction du parti (2018)
Le 21 avril 2018, quelques mois après le suicide de Carl Sargeant, évincé en raison d’allégations de harcèlement lors du remaniement ministériel de 2017, Carwyn Jones annonce son intention de quitter la direction du Parti travailliste gallois d’ici décembre 2018 lors de la conférence annuelle du mouvement. Vaughan Gething déclare sa candidature à la succession du premier ministre en mai 2018, un mois après celle de Mark Drakeford, secrétaire de cabinet pour les Finances,,.

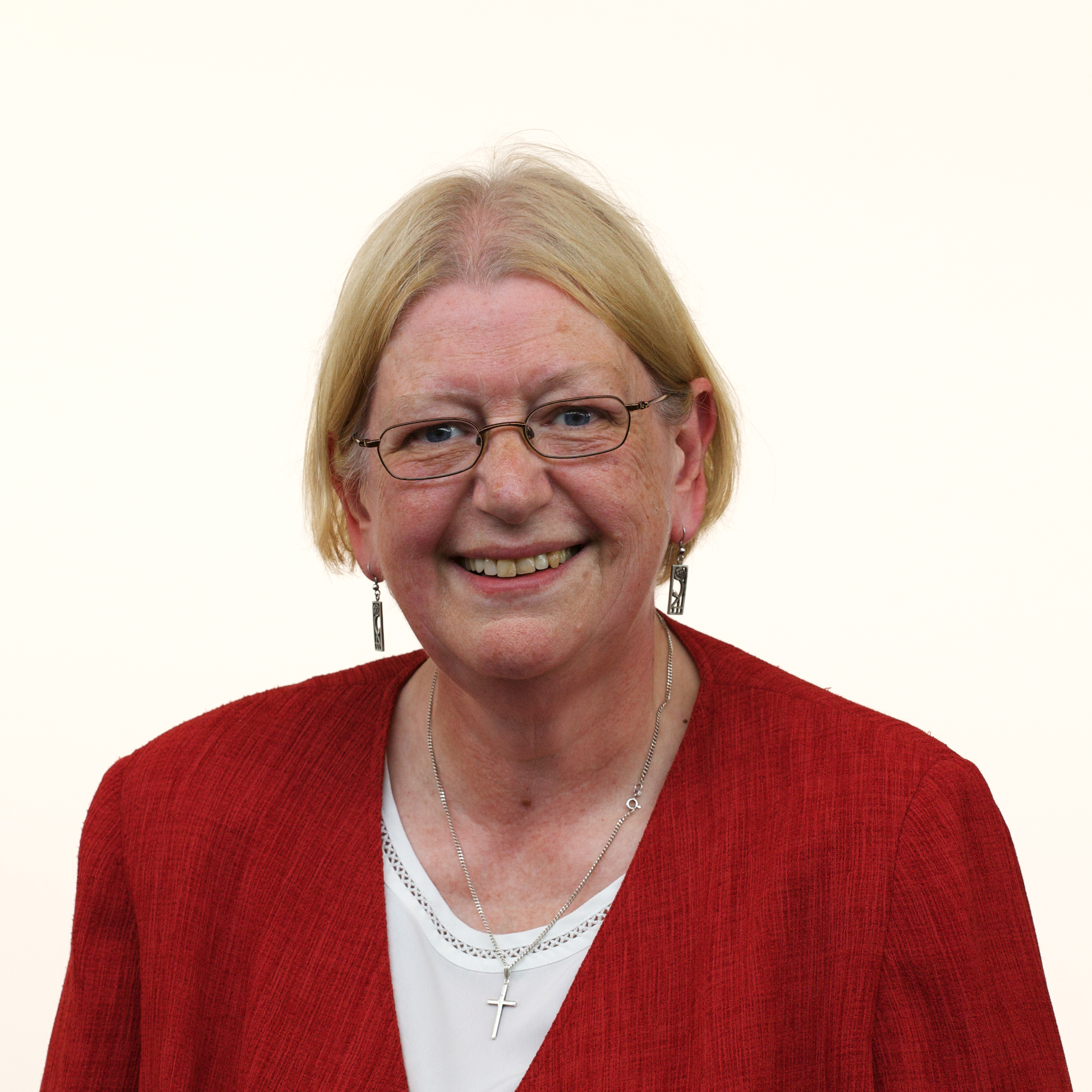
Le 10 août 2018, le parrainage d’Ann Jones (photographie officielle de 2016) lui permet de participer à la course à la direction du parti.

Une réunion du comité exécutif du parti gallois du 9 juin statue qu’une conférence spéciale se prononcera le 15 septembre sur la façon dont le dirigeant sera élu, soit selon la méthode du one member, one vote (dite OMOV) ou selon celle des 3 collèges électoraux. Avant même la réunion, Vaughan Gething, à l’instar de plusieurs organisations syndicales (GMB (en), CWU (en), Unison et Usdaw (en)), soutient la seconde proposition, qui lui est jugée plus favorable, notamment parmi les appuis de son rival Mark Drakeford, qui eux défendent l’OMOV. Vaughan Gething reçoit les six parrainages nécessaires (incluant le sien) de ses collègues à l’Assemblée galloise le 10 août 2018 (Hefin David (en), Lynne Neagle (en), Joyce Watson (en), Vikki Howells (en) et Ann Jones),,,.
Alors que des délégués du Parti travailliste gallois ont entériné à la fin de l’été l’usage du système de l’OMOV pour l’élection du chef, qui signifie que l’ensemble des adhérents du parti — qu’ils soient des individus, des représentants de syndicats ou de groupes affiliés — ont une égalité de vote, la campagne de Vaughan Gething est conduite en partenariat avec le groupe « Ensemble pour le Parti travailliste » (dit Together for Labour), critiqué par l’équipe de son adversaire pour rassembler des données de soutiens après le scrutin. Eluned Morgan, la seule femme à vouloir participer à l’élection, obtient son dernier parrainage nécessaire de la part de Carwyn Jones à la suite de la conférence travailliste de Liverpool fin septembre. Quelques jours plus tôt, Vaughan Gething avait espéré que son adversaire Mark Drakeford « fasse le nécessaire pour qu’Eluned participe à l’élection » en offrant l’indispensable cinquième soutien,,,.
La course à la direction du parti commence le 27 septembre 2018, jour de l’ouverture officielle des parrainages des membres de l’Assemblée. À la suite de la clôture des nominations au 3 octobre, des bulletins de vote sont envoyés à l’ensemble des adhérents du parti le 9 novembre ; ils comprennent les noms d’Eluned Morgan, de Vaughan Gething et de Mark Drakeford et doivent être restitués d’ici la fermeture du scrutin le 3 décembre. L’élection est conduite selon les modalités du vote préférentiel uninominal à deux tours. Au premier, Eluned Morgan est éliminée (22 % des suffrages), tandis que Vaughan Gething et Mark Drakeford se maintiennent avec respectivement 31 et 47 % des voix. À l’issue du second, Mark Drakeford l’emporte avec plus de 53 % des suffrages grâce aux votes préférentiels redistribués d’Eluned Morgan. L’élection de Mark Drakeford comme chef du Parti travailliste gallois est annoncée le 6 décembre,,.

##### Ministre chargé des responsabilités sanitaires et sociales de Mark Drakeford (2018-2021)
Le jour sa prestation de serment en tant que premier ministre, Mark Drakeford annonce le 13 décembre 2018 la composition de son équipe gouvernementale, qui, désormais, se structure autour de ministres et de vice-ministres (suppression du rang de secrétaire de cabinet). Vaughan Gething, bien qu’absent sur la photographie officielle du gouvernement en raison d’une opération chirurgicale mineure, est maintenu dans le double portefeuille ministériel de la Santé et des Services sociaux, secondé cette fois-ci par Julie Morgan (en), toute nouvelle vice-ministre remplaçant Huw Irranca-Davies. Aussi, les ministres ayant conclu un accord personnel avec Carwyn Jones (Kirsty Williams et le baron Elis-Thomas), sont reconduits,.
Au début de la pandémie de Covid-19, alors que le gouvernement de Boris Johnson déclare le premier confinement à l’échelle du Royaume-Uni le 23 mars 2020, les ministres du pays de Galles obtiennent de l’Assemblée galloise une législation d’urgence leur offrant de larges pouvoirs pour gérer la pandémie quelques jours plus tard. Photographié en train de marcher en famille dans un parc quelques semaines après le début du confinement, son comportement est vivement critiqué mais il se défend d’avoir violé les règles en vigueur à l’époque. En tant que ministre pour la Santé, Vaughan Gething annonce, notamment, l’assouplissement des mesures de confinement à compter du 1er juin 2020 pour les seules personnes protégées contre le coronavirus,,,,.

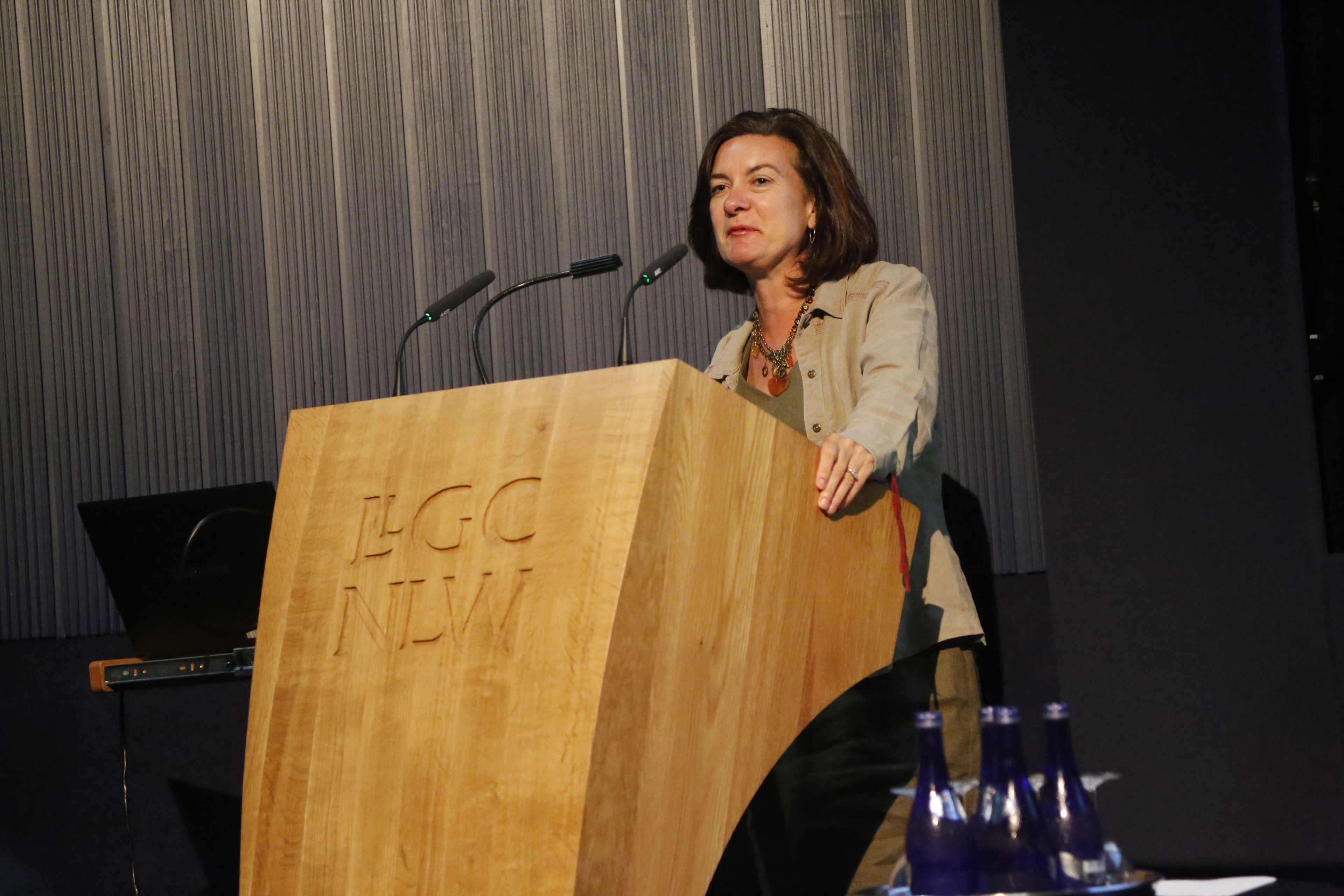
Eluned Morgan (photographie de 2018), concurrente lors de la course à la direction du partir de 2018, reprend en 2020 une partie des attributions ministérielles de Vaughan Gething lors de pandémie de Covid-19.

Le 8 octobre 2020, le premier ministre Mark Drakeford redistribue une partie des responsabilités ministérielles de Vaughan Gething pour les attribuer à Eluned Morgan, une autre ministre du cabinet, afin qu’il puisse se concentrer sur la réponse galloise au coronavirus. Après avoir pris des mesures de confinement à destination de certains territoires du pays de Galles, dit « confinement local », à la fin de l’été 2020, le chef du gouvernement ordonne un confinement « pare-feu » (« firebreak » lockdown en anglais) du 23 octobre au 9 novembre. L’arrivée d’un nouveau variant pousse Vaughan Gething et l’ensemble de l’équipe gouvernementale à réintroduire les mesures de confinement le 20 décembre, de façon anticipée. À l’issue de la première année de pandémie, sa fonction ayant inhabituellement été mise sur le devant de la scène en Grande-Bretagne, il acquiert une reconnaissance au sein du Royaume-Uni, y devenant un homme politique parfaitement identifiable,,,,.
Bien que la campagne débute en décembre 2020 pour le personnel du National Health Service sur le front de la maladie et pour les plus de 80 ans, Vaughan Gething prévient que les vaccinations contre la Covid-19 pourront prendre plusieurs mois. Le programme de stratégie vaccinale qu’il présente le 11 janvier 2021 prévoit une dose de vaccin pour chaque personne à risque de plus de 50 ans d’ici le printemps, et, pour l’ensemble des adultes gallois d’ici l’automne. Vaughan Gething critique plusieurs positions du Gouvernement du Royaume-Uni s’agissant de la gestion de la pandémie. En effet, craignant la résurgence du coronavirus, il pourfend la reprise annoncée des vols internationaux d’ici mai, la réouverture des discothèques d’ici juin, et traite le retour simultané des enfants à l’école de « stratégie de big bang ». Rendant publique son appartenance à un groupe prioritaire en matière de santé, il reçoit sa dose de vaccin à la mi-mars,,,.

#### Ministre pour l’Économie (2021-2024)

##### Réélection en tant que membre du Senedd et reconduction au gouvernement (2021-2024)
À l’occasion des élections générales du Parlement gallois, Vaughan Gething conserve en mai 2021 le siège de Cardiff South and Penarth, toujours sous les couleurs travailliste et coopérative, améliorant sa majorité à plus de 10 000 voix. Trente des soixante membres du Senedd appartenant au Parti travailliste, Mark Drakeford est reconduit à la tête des ministres du pays de Galles. Dans la nouvelle organisation gouvernementale présentée le 13 mai 2021, ce dernier décide de nommer Vaughan Gething à un autre poste, alors qu’il est chargé des thématiques de santé depuis 5 ans. Saluant les efforts « extraordinaires » surmontés pendant la pandémie, il attribue son ancien ministère à Eluned Morgan et lui transmet celui de l’Économie. Il succède ainsi à Ken Skates (en), précédent ministre pour l’Économie, les Transports et le Nord du pays de Galles,,.
En octobre 2021, Vaughan Gething réunit un sommet économique dans lequel des entreprises, syndicats et responsables politiques locaux sont invités. À la suite du Brexit et de la pandémie de Covid-19, l’objectif gouvernemental est de faire du pays de Galles un espace attractif sur le plan les conditions de vie et de travail, la nation étant confrontée à un défi démographique majeur puisqu’une large part de personnes âgées s’y installe, ce qui réduit celle de la population active (16-64 ans). Pour éviter une « fuite des cerveaux », il indique la nécessité de fixer les plus jeunes au pays de Galles en leur fournissant par exemple des emplois de qualité souvent difficiles à trouver dans le nord ou l’ouest galloisants,.

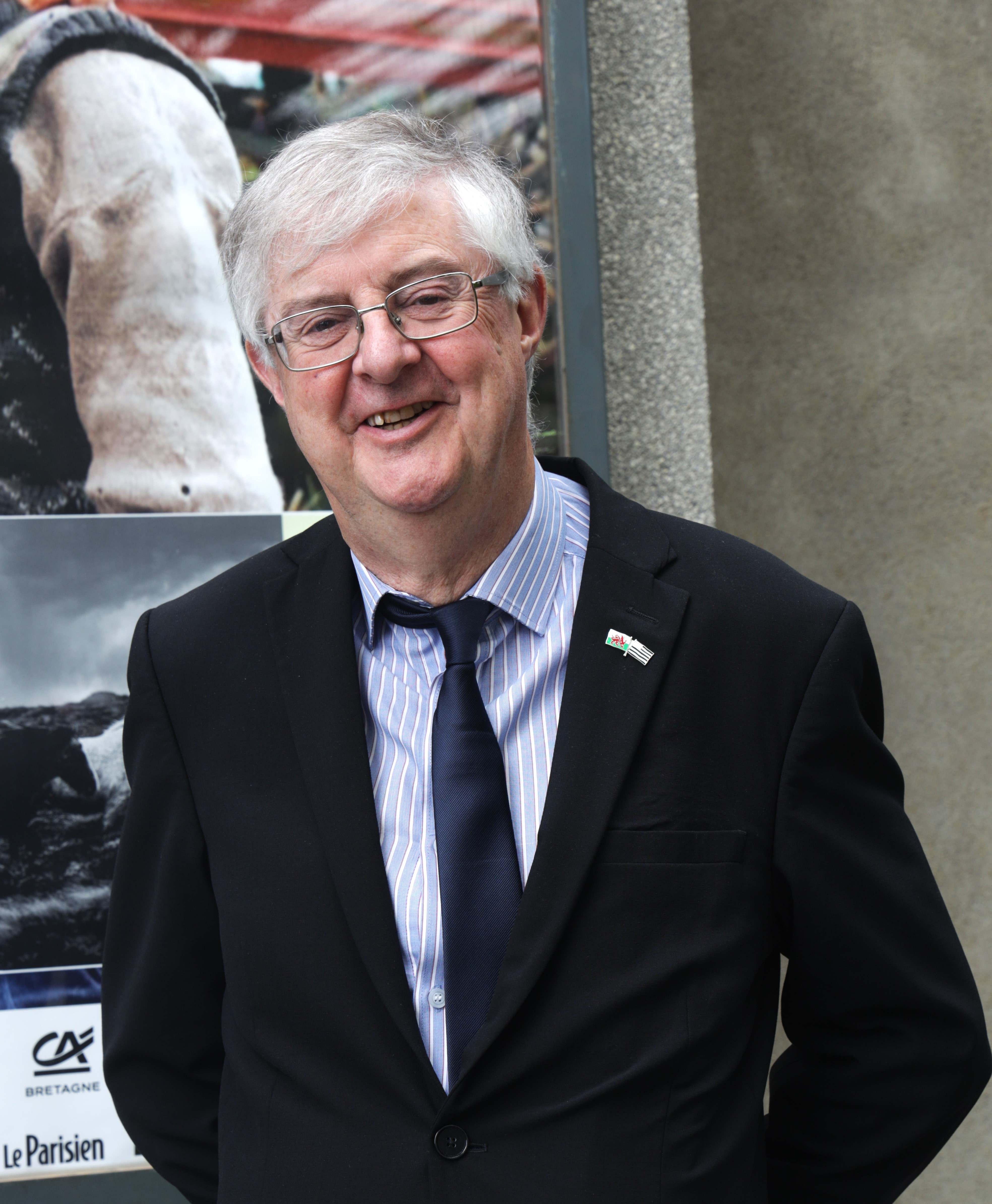
Mark Drakeford (photographie de 2023), qui reconduit Vaughan Gething au gouvernement en 2021, le soutient lors de l’enquête sur la gestion de la pandémie de Covid-19.

En novembre 2023, il annonce un nouveau plan directeur pour l’économie dans un contexte où le budget gouvernemental a perdu plus d’un milliard de livres sterling par rapport à ce qui était prévu en 2021. L’opposition le qualifie de « mince en termes de détails », sans véritables nouvelles annonces. Par ailleurs, quelques semaines plus tôt, à la suite de coupes budgétaires, des inquiétudes ont été soulevées au sujet de la faible part des apprentis (autour de 30 000 élèves) comparée au cap fixé par le manifeste du Parti travailliste gallois de 125 000 contrats d’apprentissage d’ici le renouvellement du Senedd, l’obligeant à repousser la promesse de campagne d’un an,.

##### Enquête sur la gestion de la pandémie de Covid-19 (depuis 2023)
À partir de 2023, une enquête publique est organisée à l’échelle du Royaume-Uni (en) pour tirer les leçons des réponses données lors de la pandémie de Covid-19 dans l’ensemble des nations constitutives. Auditionné par les membres de la commission en qualité de ministre chargé des questions de santé au début de l’épidémie, Vaughan Gething avoue avoir été informé par des rapports sur la situation pré-pandémique mais ne pas les avoir directement lus, en particulier celui de la simulation Exercise Cygnus (en) (destiné à Public Health England), lui valant une critique de l’opposition conservatrice et nationaliste au Parlement gallois. Mark Drakeford, qui lui aussi témoigne lors de cette enquête, lui apporte son soutien, insistant sur le fait que les ministres chargés d’un portefeuille reçoivent une grande quantité d’informations de leurs fonctionnaires, qui, pour certaines sont souvent résumées, suivant les conseils formulés par son équipe,.
L’enquête révèle une forme de confusion parmi la population galloise et son personnel politique au sujet des règles de confinement, mais, également, des divisions internes au sein du Gouvernement gallois, qui, pourtant, se présente sous un front uni. Dans un témoignage, Vaughan Gething déclare s’être opposé au premier ministre lors d’une réunion du cabinet en décembre 2020 sur les restrictions sanitaires pendant la période de Noël, promouvant leur assouplissement. Finalement, après la rencontre des ministres, les arguments de Mark Drakeford conduisent à la décision d’un nouveau confinement immédiat.

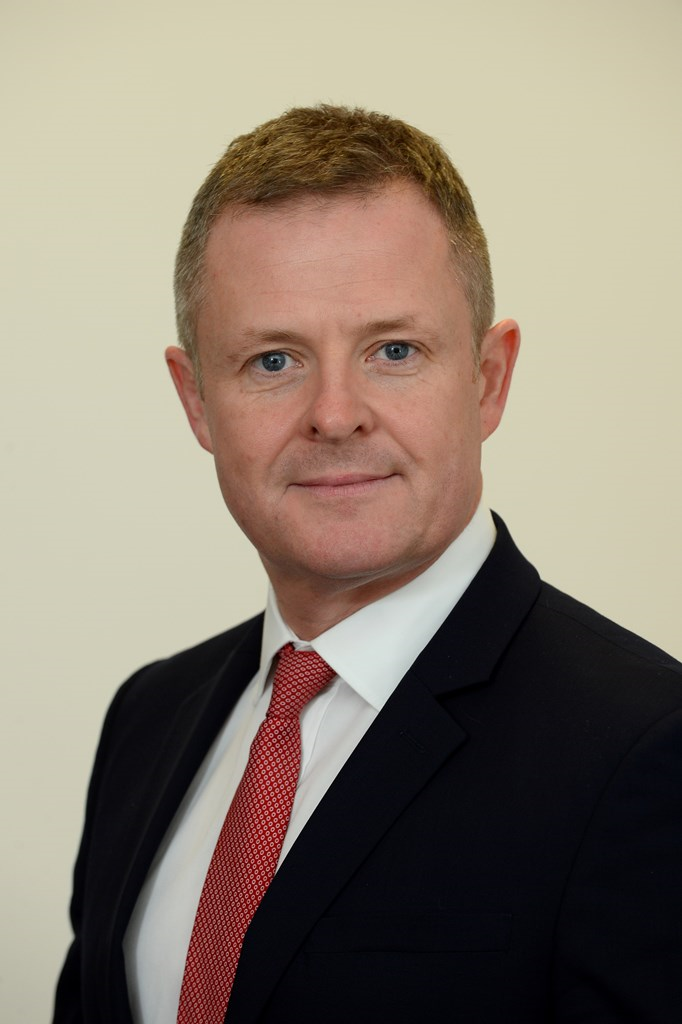
Jeremy Miles (photographie de 2020), collègue au gouvernement jusqu’en 2024, concurrent dans la course à la direction du parti en 2023 et secrétaire de cabinet dans son gouvernement.

Alors que de nouvelles auditions sont organisées par la commission d’enquête britannique à Cardiff à partir de février 2024, le Gouvernement, par la voix de Mick Antoniw (en), s’oppose à la création d’une enquête strictement galloise. Les oppositions fustigent en effet le comité du Senedd sur la Covid-19 — dans lequel elles admettent des membres — comme un piètre substitut de la commission. Une motion du Parlement gallois permettant d’établir la commission publique à l’échelle du pays de Galles manque d’être adoptée à une voix près, celle d’Elin Jones, la présidente.

##### Second scrutin pour diriger les travaillistes (2023-2024)
Alors que le premier ministre Mark Drakeford fait part de sa volonté de démissionner de son poste autour de son soixante-dixième anniversaire — avant la tenue du scrutin visant à désigner les membres du Senedd en 2021, le 13 mars 2023, 5 ans jour pour jour après sa nomination à la tête du gouvernement, il notifie le président du comité exécutif du parti de son intention de quitter le poste de chef du Parti travailliste gallois d’ici mars 2024, déclenchant le processus de sélection de son successeur (en). Le lendemain, Vaughan Gething annonce publiquement sa participation à la course à la direction du parti, suivi, le 18 décembre, par Jeremy Miles, son collègue au gouvernement, d’abord en conseiller général puis en ministre de l’Éducation, à partir de 2021,.
Dans un premier temps, pour pouvoir se présenter, un candidat doit recueillir au moins six soutiens (dont possiblement le sien) parmi les membres du Parlement gallois selon les règles édictées par le parti. À défaut, la candidature doit être approuvée par un plus petit nombre d’élus au Senedd et par des organisations affiliées au mouvement politique, comme des syndicats. Seuls Vaughan Gething et Jeremy Miles reçoivent l’appui de leurs collègues, le second en obtenant plus que le premier (16 nominations contre 9), ce qui implique leur participation au scrutin directionnel interne,,.
Dans une campagne serrée, les deux candidats s’accordent sur de nombreux points dans leurs manifestes respectifs, en particulier la création d’un système de soins, la mise en place d’emplois verts, ou encore l’amélioration des politiques en matière d’éducation. Le 21 février 2024, des journalistes de la BBC au pays de Galles révèlent que Vaughan Gething a accepté 200 000 £ d’un dirigeant d’entreprises condamné à deux reprises pour des délits environnementaux, don présenté comme « totalement injustifiable » par l’équipe de son concurrent Jeremy Miles. Ce dernier critique également la façon dont Unite the Union, le plus grand syndicat du pays de Galles, a choisi — à la suite d’un changement de règle non notifié — la candidature de son opposant, un soutien primordial car l’organisation admet un droit de vote lors de l’élection du chef du parti. Faisant allusion à la campagne pour la direction du mouvement en 1999 (en), Julie Morgan (en), la veuve de Rhodri Morgan, fustige cette puissance des syndicats, qui, à l’époque, avait conduit à la sélection d’Alun Michael à la place de son mari,,.

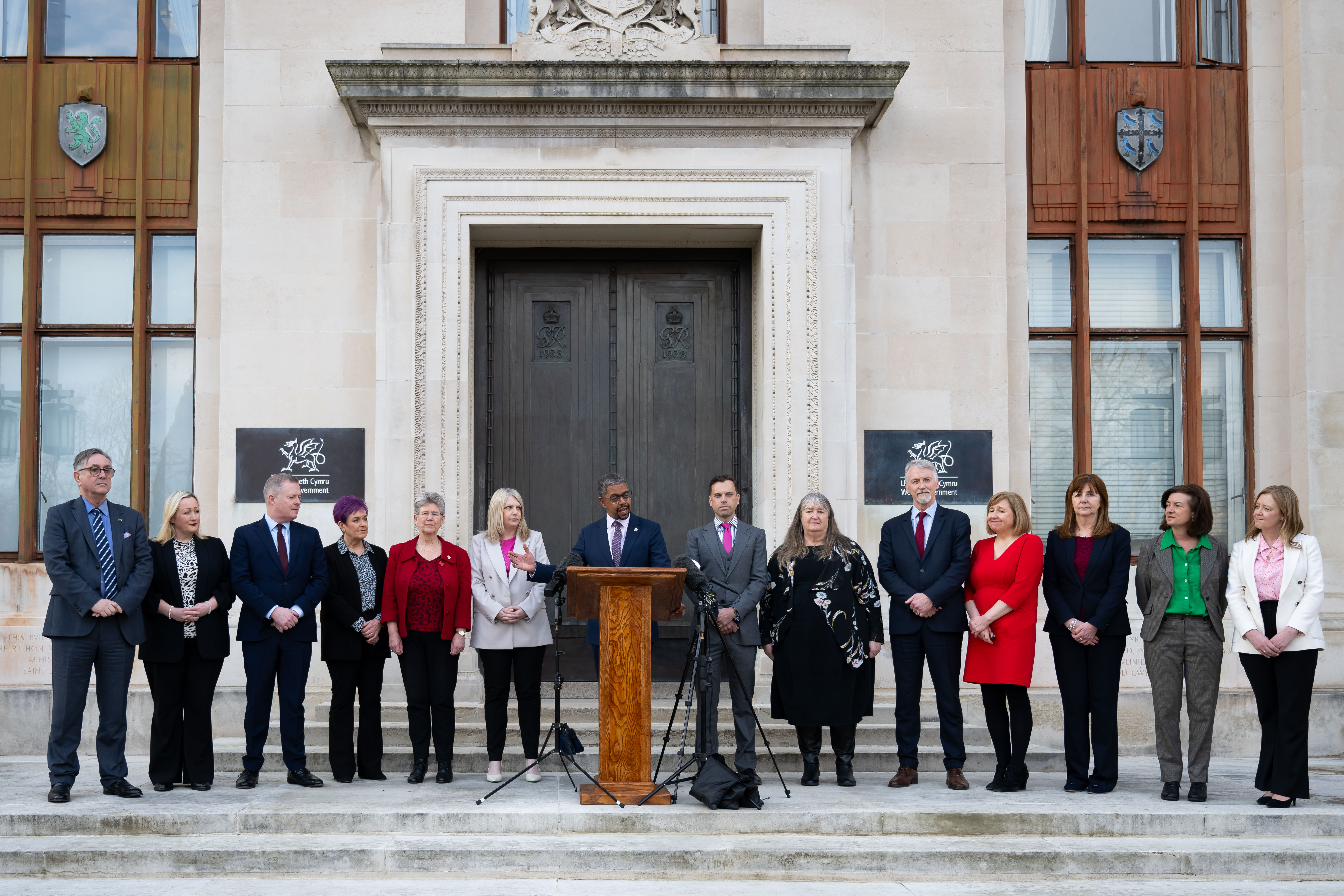
Le gouvernement formé le 21 mars 2024 (photographie officielle).

À l’issue du processus électoral se déroulant entre le 16 février et le 14 mars, la victoire de Vaughan Gething sur Jeremy Miles est annoncée le 16 mars 2024. Désormais chef, il bat son rival avec 51,7 % des suffrages des adhérents du Parti travailliste gallois et reçoit les félicitations du premier ministre Rishi Sunak et de Keir Starmer, chef du parti central. Dans son discours de remerciement, Vaughan Gething se qualifie de « premier dirigeant noir d’un pays européen », félicite son concurrent et fait l’éloge de son prédécesseur Mark Drakeford,.

#### Premier ministre (2024)
À l’issue de sa dernière séance de question au premier ministre, le 19 mars 2024, Mark Drakeford informe Charles III de sa démission, qui l’accepte le lendemain. Dans la journée du 20 mars, Vaughan Gething est proposé en tant que premier ministre par les membres du Senedd à la suite d’un scrutin l’opposant au conservateur Andrew R. T. Davies et au nationaliste Rhun ap Iorwerth dans lequel il recueille 27 des 51 suffrages exprimés. Une fois la nomination approuvée par le roi, il prête son serment d’affirmation le jour même,,,,.
Le 21 mars 2024, il forme son gouvernement de 13 membres. Son rival Jeremy Miles lui succède en tant que secrétaire de cabinet pour l’Économie, l’Énergie et la Langue galloise et une large partie des ministres de la structure précédente est maintenue. Parmi les nouveaux entrants, l’arrivée de ses soutiens Ken Skates (en) et Huw Irranca-Davies est remarquée dans cet exécutif, qualifié de « brillante équipe ministérielle » par Vaughan Gething,.
Le 16 juillet 2024, quelques heures après la démission de quatre ministres, il annonce son retrait de la direction du Gouvernement gallois, provocant une nouvelle course à la direction du parti. Cette dernière est remportée par Eluned Morgan, élue sans opposition (en) le 24 juillet suivant. En période de vacances parlementaires, le Senedd est convoqué le 6 août pour se choisir un nouveau premier ministre,,.

## Détails des postes occupés et des performances électorales

### Fonctions et mandats

#### Fonctions

##### Politique
- Chef du Parti travailliste gallois (du 16 mars au 24 juillet 2024[9],[105])[c].

##### Exécutives
- Rang inférieur dans la structure gouvernementale : 
  - vice-ministre pour la Lutte contre la pauvreté, sous la tutelle du ministre pour les Communautés et la Lutte contre la pauvreté, dans le deuxième gouvernement de Carwyn Jones (du 26 juin 2013 au 11 septembre 2014)[35],[37],
  - vice-ministre pour la Santé, sous la tutelle du ministre pour la Santé et les Services sociaux, dans le deuxième gouvernement de Carwyn Jones (du 11 septembre 2014[37] au 18 mai 2016[w]).
- Rang supérieur dans la structure gouvernementale : 
  - secrétaire de cabinet pour la Santé, le Bien-être et les Sports dans le troisième gouvernement de Carwyn Jones (du 19 mai 2016 au 3 novembre 2017)[42],[44],
  - secrétaire de cabinet pour la Santé et les Services sociaux dans le troisième gouvernement de Carwyn Jones (du 3 novembre 2017[44] au 12 décembre 2018[w]),
  - ministre pour la Santé et les Services sociaux dans le premier gouvernement de Mark Drakeford (du 13 décembre 2018[60] au 12 mai 2021[w]),
  - ministre pour l’Économie dans le second gouvernement de Mark Drakeford (du 13 mai 2021[79] au 20 mars 2024[w]).
- Premier ministre (en fonction à partir du 20 mars 2024[100]).

##### Législatives
- IVe Assemblée galloise :
  - membre du comité de l’environnement et de la durabilité (désigné le 22 juin 2011, en fonction jusqu’au 20 mai 2014)[η],[θ],
  - membre du comité de la santé et de la protection sociale (désigné le 22 juin 2011, en fonction jusqu’au 10 juillet 2013)[η],[ι].

#### Mandats

##### Législatifs
- Membre de l’Assemblée puis du Senedd, élu dans la circonscription de Cardiff South and Penarth, siégeant dans le groupe travailliste :
  - IVe Assemblée galloise (du 6 mai 2011 au 5 avril 2016)[ε],
  - Ve Assemblée galloise (du 6 mai 2016 au 6 mai 2020), puis, Ve Senedd (du 6 mai 2020 au 28 avril 2021)[ε],
  - VIe Senedd (en fonction depuis le 8 mai 2021)[ε].

##### De gouvernement local
- Conseiller de comté de Cardiff, élu dans la section électorale de Butetown (en) (en fonction du 14 juin 2004 au 5 mai 2008).

### Résultats électoraux

#### Assemblée nationale du pays de Galles et Parlement gallois

##### Région électorale
| Scrutin         | Scrutin | Scrutin                       | Région électorale  | Liste             | Liste              | Liste    | Liste  | Liste | Liste                     | Liste            | Résultat |
| Date d’élection | Type    | Modalités électorales         | Région électorale  | Parti             | Parti              | Position | Voix   | %     | Sièges de circonscription | Sièges régionaux | Résultat |
| --------------- | ------- | ----------------------------- | ------------------ | ----------------- | ------------------ | -------- | ------ | ----- | ------------------------- | ---------------- | -------- |
| 6 mai 1999      | Général | Système du membre additionnel | Mid and West Wales |                   | Parti travailliste | 3e       | 53 842 | 24,55 | 2 / 8                     | 1 / 4            | Échec    |
| 6 mai 1999      | Général | Système du membre additionnel | Mid and West Wales | Source : BBC News | Parti travailliste | 3e       | 53 842 | 24,55 | Source : BBC News         |                  | Échec    |

##### Circonscription
| Scrutin         | Scrutin | Scrutin                | Circonscription           | Candidat | Candidat                          | Candidat | Candidat | Résultat |
| Date d’élection | Type    | Modalités électorales  | Circonscription           | Parti    | Parti                             | Voix     | %        | Résultat |
| --------------- | ------- | ---------------------- | ------------------------- | -------- | --------------------------------- | -------- | -------- | -------- |
| 5 mai 2011      | Général | Uninominal majoritaire | Cardiff South and Penarth |          | Parti travailliste et coopératif, | 13 814   | 50,27    | Élu,     |
| 5 mai 2016      | Général | Uninominal majoritaire | Cardiff South and Penarth | 13 274   | Parti travailliste et coopératif, | 43,84    |          | Élu,     |
| 6 mai 2021      | Général | Uninominal majoritaire | Cardiff South and Penarth | 18 153   | Parti travailliste et coopératif, | 49,89    |          | Élu,     |

#### Conseil de Cardiff
| Scrutin         | Scrutin | Scrutin                 | Section électorale | Candidat | Candidat            | Candidat | Candidat | Résultat |
| Date d’élection | Type    | Modalités électorales   | Section électorale | Parti    | Parti               | Voix     | Place    | Résultat |
| --------------- | ------- | ----------------------- | ------------------ | -------- | ------------------- | -------- | -------- | -------- |
| 10 juin 2004,   | Général | Uninominal majoritaire, | Butetown (en),     |          | Parti travailliste, | 424      | 1er      | Élu      |
| 1er mai 2008    | Général | Uninominal majoritaire, | Butetown (en),     | 594      | Parti travailliste, | 2e       | Échec    |          |